# Agnes Dean Abbatt

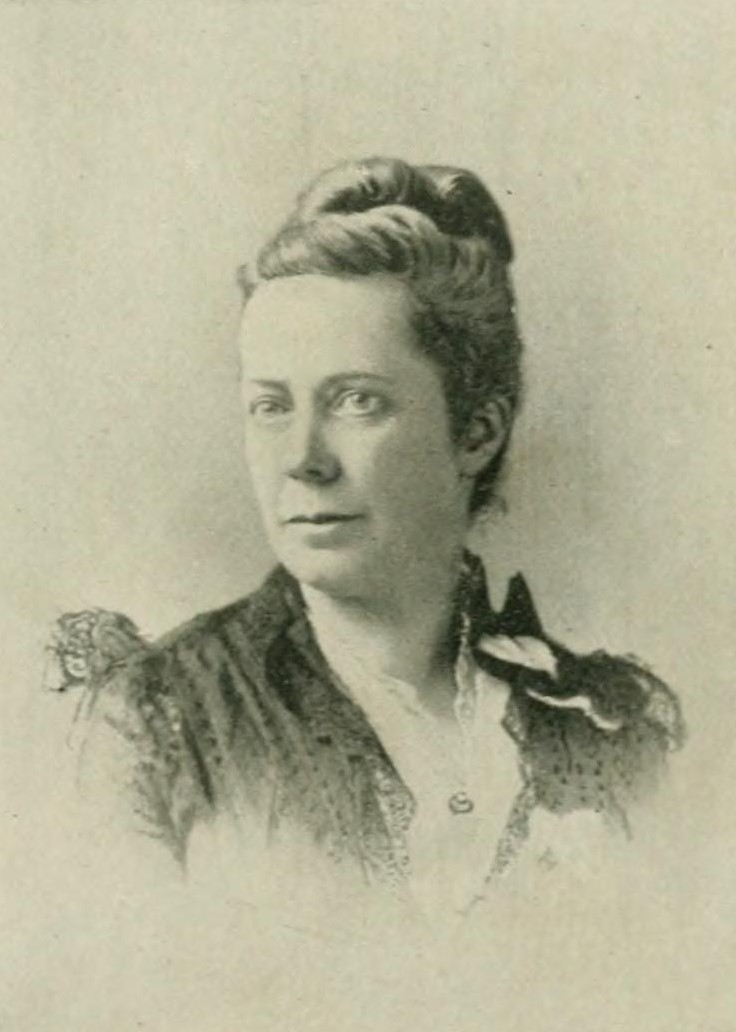
Porträt Agnes Dean Abbatts aus dem Jahr 1893 von Frances Elizabeth Willard

Agnes Dean Abbatt (* 23. Juni 1847 in New York City; † 1. Januar 1917 in Westchester County, New York) war eine US-amerikanische Malerin.

## Leben
Agnes Dean Abbatt, Tochter von William D. Abbatt, entstammte väterlicherseits einer Familie, die im späten 18. Jahrhundert von England in die Vereinigten Staaten eingewandert war. Mütterlicherseits hatte sie französische Hugenotten zu Vorfahren.  Bereits ihre Großmutter, Mrs. Dean, war eine talentierte Amateurkünstlerin.
Abbatt erhielt ihren Unterricht in Bildender Kunst zunächst 1873 in der Cooper Union Art School, wo sie in ihrem ersten Studienjahr für einen Kopf des Ajax eine Medaille gewann, und danach an der National Academy of Design in New York. Nach dem Abschluss ihres ersten Studienjahres an letztgenannter Institution  befand sich ihre erste Ganzfigurenzeichnung unter den für eine Ausstellung ausgewählten Kunstwerken. Später war sie mehrere Jahre Schülerin des Landschaftsmalers Robert Swain Gifford sowie von James David Smillie.
Insbesondere schuf Abbatt schöne Aquarellbilder, auf denen Landschaften und Blumen dargestellt sind. Mit dem Gemälde In Lobster Lane, Magnolia, Massachusetts gewann sie eine Silbermedaille bei der Ausstellung der Massachusetts Charitable Mechanics’ and Tradesmen’s Association, Boston. Daneben betätigte sie sich auch als Illustratorin und gab Unterricht als Zeichenlehrerin. Ferner modellierte sie Blumen und Pflanzen aus Wachs. Sie war u. a. seit 1880 Mitglied der American Watercolor Society und stellte auf einer Ausstellung dieser Gesellschaft 1880 ihr Werk When Autumn Turns the Leaves aus.